# Волфганг фон Изенбург-Ронебург
Волфганг фон Изенбург-Ронебург (на немски: Wolfgang von Ysenburg-Ronneburg; * 12 юни 1533 в замък Ронебург при Ронебург в Хесен; † 20 декември 1597 в дворец Волфенбург в Келстербах в Хесен) е след наследствената подялба на графството Изенбург-Бюдинген от 1560 г. до смъртта си 1597 г. граф на Изенбург-Бюдинген-Ронебург в Келстербах.
Той е син, седмото дете, на граф Антон I фон Изенбург-Бюдинген-Ронебург в Келстербах (1501/1526 – 1560) и първата му съпруга Елизабет фон Вид (1508 – 1542), дъщеря на граф Йохан III фон Вид (ок. 1485 – 1533) и съпругата му графиня Елизабет фон Насау-Диленбург (1488 – 1559). Майка му е сестра на Фридрих IV фон Вид, архиепископ и курфюрст на Кьолн (1562 – 1567). По баща е внук на граф Филип фон Изенбург-Бюдинген-Ронебург (1467 – 1526) и графиня Амалия фон Ринек (1478 – 1543). Баща му се жени втори път 1554 г. за Катарина Гумпел (ок. 1530 – 1559). Така той е полубрат на Ханс Ото († 15 октомври 1635), господар на Изенбург
Волфганг наследява баща си като граф и управлява Изенбург-Ронебург заедно с по-малките му братя, Георг (1528 – 1577) и Хайнрих (1537 – 1601).
Волфганг е възпитаван първо в двора на Вилхелм Богатия фон Диленбург. През 1544 г. той отива заедно с Вилхелм фон Насау-Диленбург в императорския двор в тогава нидерланския Брюксел, и двамата се връщат 1550 г. обратно в Насау. Там те са възпитавани лично от Карл V и Мария Унгарска. От 1557 г. той се бие при херцога на Алба против Франция.
Когато баща му Антон I фон Изенбург-Ронебург умира през 1560 г., Волфганг се връща отново в Ронебург и става регент на една част от трите Изенбург-Ронебург части с главна резиденция в Ланген. Около 1566 г. започва строежа на замък Волфенбург при Келстербах. Едва след 21 години строителните работи завършват и Волфганг се мести от Ланген в своята резиденция Келстербах.
През 1573 г., по време на строежа на неговия дворец, Волфганг е в свитата на новоизбрания полски крал Анри III Валоа и като представител на император Максимилиан II участва в неговата коронизация в Краков. От там той пътува за Константинопол. През 1576 г. той носи най-отпред имперското знаме на погребението на император Максимилиан в Прага. Волфганг по неизвестни причини става калвинист и се оттегля от голямата политика.
Той умира без наследник на 20 декември 1597 г. в Келстербах и е погребан там в дворцовата капела. Чрез строежа на неговия голям дворец той оставя задължения от 74 709 гулдена. Наследен е от по-малкия му брат Хайнрих, който получава цялото графство, и продава на два пъти големи части от графството за 380 177 гулдена на Хесен-Дармщат.

## Фамилия
Волфганг се жени три пъти.
На 26 октомври 1563 г. той се жени за графиня Йохана (Йоханета) фон Ханау-Лихтенберг (* 4 април 1543; † 3 декември 1599), дъщеря на граф Филип IV фон Ханау-Лихтенберг и съпругата му Елеонора фон Фюрстенберг. През 1573 г. двамата се развеждат. Те имат един син:
- Йохан Георг (* ноември 1564; † 1565)

Волфганг се жени отново на 16 декември 1577 г. за графиня Урсула фон Золмс-Браунфелс (* 1535; † 21 януари 1585 в Келстербах), дъщеря на граф Филип фон Золмс-Браунфелс и Анна фон Текленбург, дъщеря на граф Ото VIII фон Текленбург. Урсула е внучка на граф Бернхард III фон Золмс-Браунфелс. Те нямат деца.
На 19 септември 1585 г. Волфганг се жени трети път във Вехтерсбах за графиня Урсула фон Глайхен-Ремда († 20 септември 1625 в Хунген), дъщеря на граф Йохан IV фон Глайхен-Ремда († 1567) и Катарина фон Плесе († 1581/1606). Те нямат деца. Тя остава след смъртта му 1597 г. да живее в Келстербах и се омъжва на 12 февруари 1604 г. в Бирщайн за граф Ото фон Золмс-Браунфелс-Хунген (1572 – 1610).